# Musée national d'histoire naturelle de Stuttgart

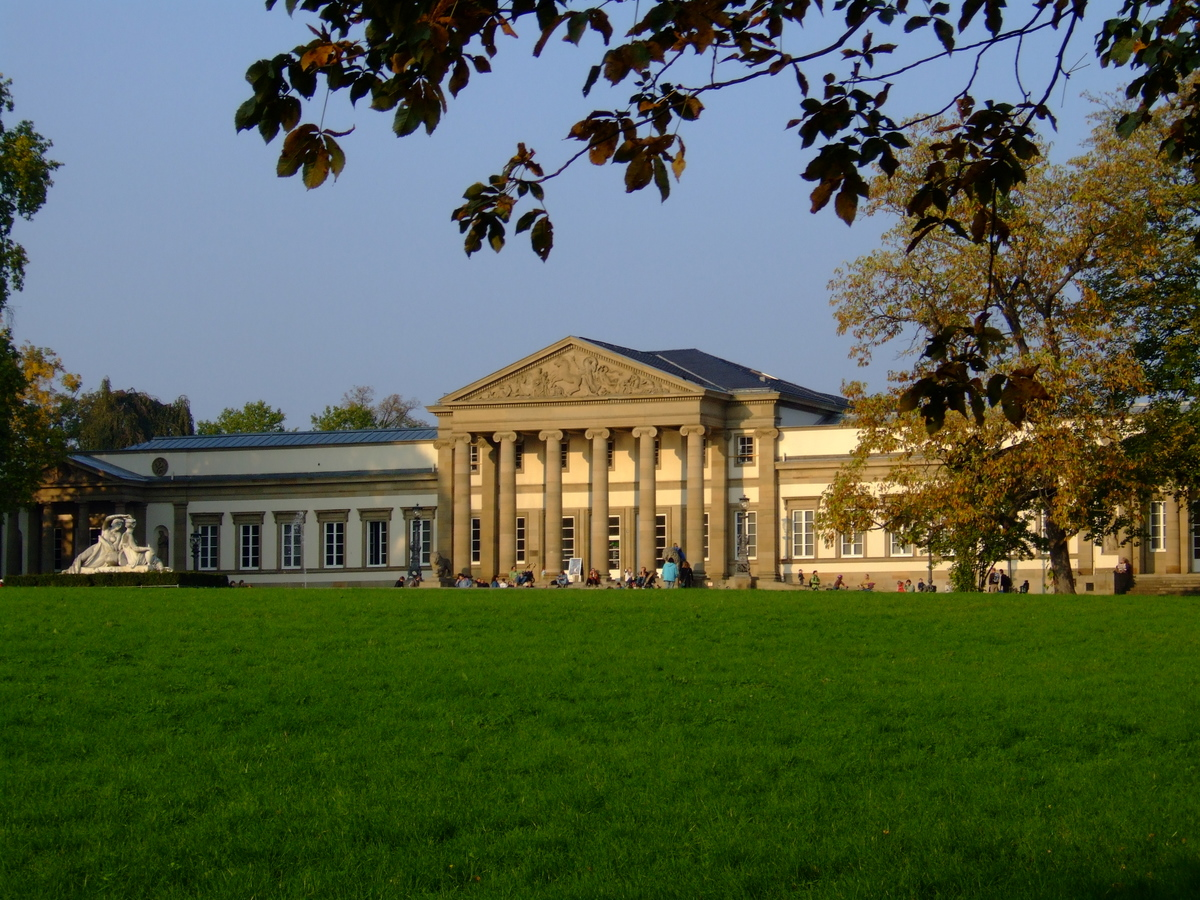
, le bâtiment du musée concernant la faune actuelle et l'écologie.

Le musée national d'histoire naturelle de Stuttgart (allemand : Staatliches Museum für Naturkunde Stuttgart), est l'un des deux musées nationaux d'histoire naturelle de Bade-Wurtemberg.
Le musée comprend deux bâtiments, tous les deux situés dans le parc de Rosenstein de Stuttgart : le musée de la porte au Lion (de) abrite les collections de paléontologie et géologie, tandis que le musée du château de Rosenstein (de) du château de Rosenstein (de) est centré sur la biologie et l'histoire naturelle. Chaque année, le musée est visité par environ 110 000 personnes.

## Histoire
Avant la Seconde Guerre mondiale, la collection d'histoire naturelle de Bade-Wurtemberg était située dans la Neckarstraße dans le centre-ville de Stuttgart. Une partie de la collection a été détruite pendant la guerre, quand le bâtiment d'origine a été détruit par les bombardements alliés. Par chance, une majorité des objets a survécu à la guerre, et certains spécimens ont même été retrouvés dans les ruines du vieux musée, dont un spectaculaire plésiosaure aujourd'hui monté en 3D dans le Löwentor Museum.

## Exposition permanente
L'exposition du Löwentor museum est principalement centrée sur les fossiles retrouvés dans le Bade-Wurtemberg dans le Sud-Ouest de l'Allemagne, ainsi qu'ailleurs dans le pays. L’État est riche en fossiles, notamment concernant la faune terrestre et marine du Trias, la faune marine du Jurassique et la faune terres du Cénozoïque. C'est pourquoi le musée expose notamment un fossile de dinosaure prosauropode du genre Plateosaurus et d'autres fossiles d'animaux du Trias, une vaste gamme de fossiles marins, notamment des invertébrés, de Muschelkalk, et un grand nombre d'ichthyosaures, pliosaures et plésiosaures, ainsi que des requins des formations d'Argiles à Posidonies.
Le Cénozoïque est représenté par des vertébrés et invertébrés venus de divers localités allemandes, dont un éléphant du pléistocène et une copie de mammouth momifié. Le crâne de l'Homme préhistorique de Steinheim (Homo steinheimensis) est également exposé.